# Старая Тюрлема
Ста́рая Тюрлема́ (чув. Кивӗ Тӗрлемес) — деревня в Козловском районе Чувашской Республики России. Входит в состав Тюрлеминского сельского поселения.

## География
Находится в северной части Чувашии на расстоянии приблизительно 6 км на юг-юго-запад от районного центра города Козловка у автомагистрали М-7.

## История
Известна с 1762 года как село Воскресенское, название по церкви. В 1795 году учтено 82 двора и 935 жителей (с выселками), в 1858 году (вместе с деревней Новая Тюрлема) было учтено 706 жителей, в 1897 — 876; в 1926 — 239 дворов, 1090 жителей; 1939 — 1109 жителей; в 1979 — 721. В 2002 году было 206 дворов, в 2010 — 181 домохозяйство. Действующая Воскресенская церковь (1762—1932, с 2000). В период коллективизации был образован колхоз «Коммунар».

## Население
Постоянное население составляло 565 человек (чуваши 91 %) в 2002 году, 491 в 2010.